# 1st & 15th Entertainment
1st & 15th is een platenlabel dat in 2004 door rapper Lupe Fiasco en zijn partner Chill is opgericht. Het label is verdeeld door Atlantic records. Lupe Fiasco heeft zijn eerste nummer Food & Liquor onder zijn eigen label uitgegeven. De reden dat Lupe voor dit label koos, kan zijn dat hij het aanbod van zijn vriend Jay-Z afsloeg die samen met hem het label Roc-A-Fella Records wilde beginnen.

Lupe heeft al andere artiesten die onder dit label willen werken, waaronder Gemini die ook in Chicago woont. Voor nog onbekende reden is er nog geen officiële website aangemaakt.